# Baýramaly
Baýramaly (tidigare Bajram-Ali, transkriberat till svenska Bajramaly, ryska: Байрам-Али, Bajram-Ali) är Turkmenistans femte största stad med 88 486 invånare (2009). Staden är döpt efter en persisk adelsman.

## Läge
Staden ligger inom Baýramalydistriktet och inom Mary provinsen. Den ligger ca 27 km öster om provinshuvudstaden Maria, längs stambanan från Ashgabat till Tasjkent. Staden är belägen i en torr oas i Murgab.

## Meteorologi
Sommaren är varm och torr med temperaturer över 30 ° C, med omkring 290 dagars solsken per år i genomsnitt. Vintrarna är milda och den genomsnittliga årliga luftfuktigheten är 50% (25% på sommaren). Nederbörden för året är 130 mm.

## Ekonomi
Ekonomin är uppbyggd kring mat och byggnadsmaterialsbranschen. Naturgas utvinns i området och är också en viktig del av ekonomin.

## Sevärdheter
- Nära Baýramaly finns de antika Mervruinerna.
- 28 km norrut finns mausoleum av Hudaýnazar Öwlüýä (från tidigt 1200-tal).
- Det är spaklimat i staden och besökare skickas ofta till staden för behandling av kronisk njursjukdom, akuta former av nefrit och nefros, hypertoni, njurtuberkulos och problem med blodcirkulationen.